# Битва при Мелории (1284)
Битва при Мелории (итал. Battaglia della Meloria) — морское сражение, состоявшееся в 1284 году между флотами Пизы и Генуи, поражение в котором поставило точку в средиземноморских амбициях Пизы и предвосхитило её окончательный закат как военной и торговой державы.

## Политическая ситуация перед сражением

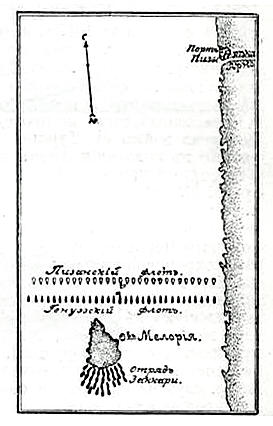
План сражения

Генуя и Пиза активно соперничали за торговые рынки и господство на Средиземном море. При этом сухопутным врагом Пизы была также Флоренция. Это, а также превосходство генуэзцев на море и в искусстве социального и политического управления своим государством и обстановкой в городе ставило Пизу в тяжелое положение.

## Битва при Мелории
Сражение произошло 6 августа 1284 года около Мелории, острова, лежащего немного южнее устья реки Арно. Командующий генуэзским флотом Оберто Дориа сумел спрятать около трети своих кораблей за островом. Их атака в решающий момент боя решила судьбу сражения в пользу победы Генуи.

## Итоги
Погибло более 5 тысяч пизанцев, свыше 9 тысяч попало в плен к генуэзцам. Большая часть кораблей Пизы была или уничтожена, или захвачена противником. Пиза оказалась лишенной значительной части своего мужского населения. «Хочешь видеть Пизу, поезжай в Геную» говорили в Италии в последующие годы, намекая на то, что пленников было столь много, что они даже создали своё сообщество в Генуе.
Командующий пизанским флотом Альберто Морозини сдался в плен, командующий частью пизанского флота граф Уголино делла Герардеска бежал с несколькими судами. Позднее он правил в Пизе и обвинялся современниками в предательстве с целью последующего захвата власти. Пиза так никогда и не оправилась от поражения, уступив торговые рынки и господство на море генуэзцам.